# Bosques de Viena
Os Bosques de Viena (em alemão:  Wienerwald) são uma secção baixa e florestada dos Alpes na Baixa Áustria oriental e Viena. A zona abarca 1000 km2 e incluem as partes mais setentrionais de toda a cordilheira dos Alpes.

## Localização
Os Bosques de Viena podem definir-se como un grupo de colinas limitadas pelos rios Triesting, Gölsen, Traisen e Danúbio. São um destino frequentado para atividades ao ar livre da zona densamente povoada dos arredores de Viena.

## Geografia
A maior altitude dos Bosques de Viena é Schöpfl com 893 m, onde se encontra o Observatório Leopold Figl. Rios importantes dos Bosques de Viena são o Wien, o Schwechat e o Triesting. O extremo nordeste Leopoldsberg verte para o Danúbio e a bacia de Viena forma o extremo oriental da cadeia alpina.
Embora os Bosques de Viena sejam uma paisagem protegida e uma importante área recreativa, estão ameaçados pela dispersão urbana. O Lainzer Tiergarten, um grande parque povoado por javalis e outros animais selvagens, bem como o Schwarzenbergpark foram criados no território da cidade de Viena durante o século XIX. O parque natural Sandstein-Wienerwald está perto de Purkersdorf, a cerca de 20 km a oeste de Viena. Há também algumas grutas naturais como a Dreidärrischenhöhle ("Gruta dos três surdos").

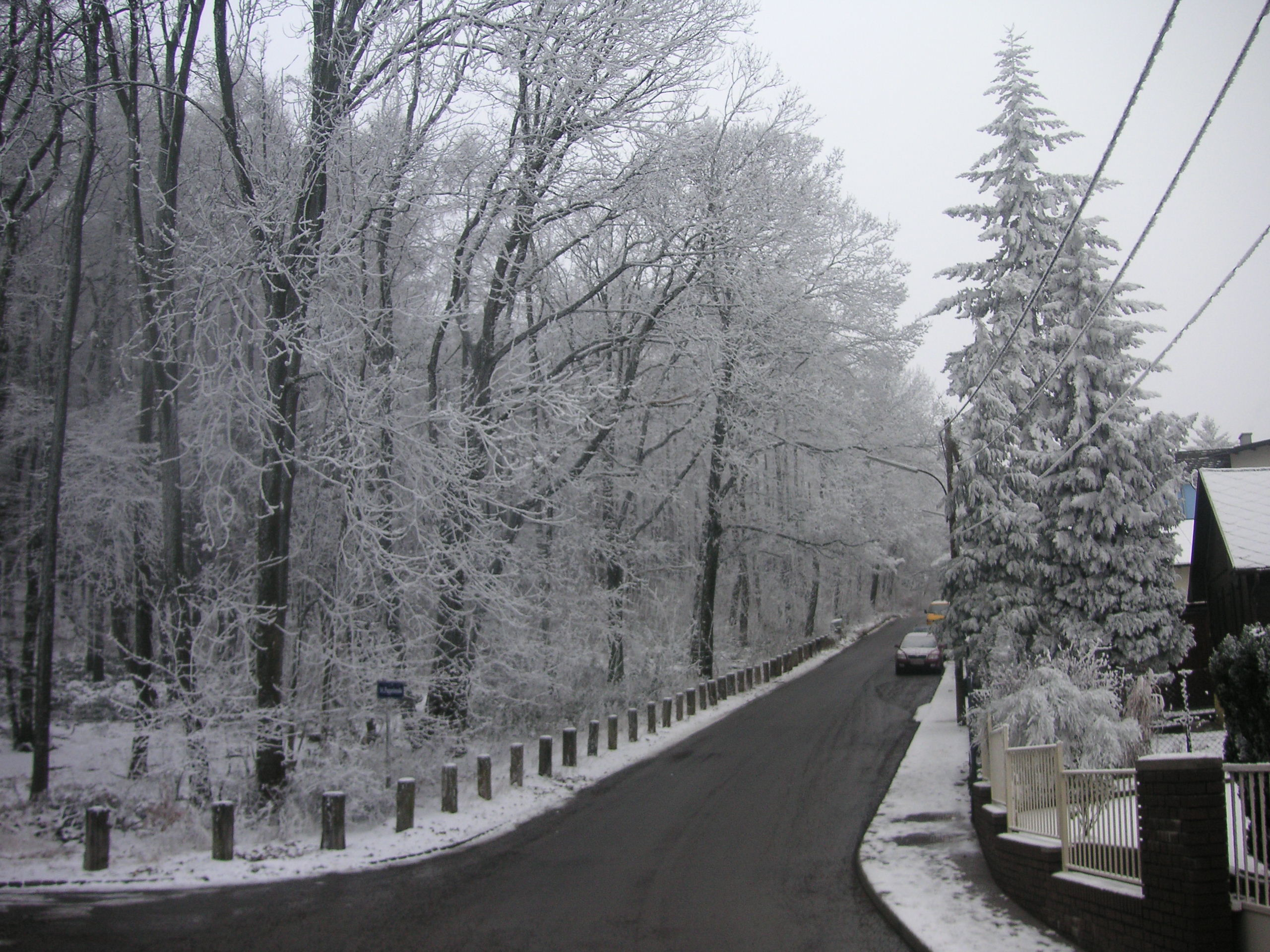
Pappelstraße no XIV distrito vienense, Penzing, uma zona residencial que circunda o Wienerwald.

Os Bosques de Viena são desde 2006 uma reserva da biosfera, cuja altitude vai dos 160 aos 893 metros. O seu ênfase principal é a conservação e o desenvolvimento regional. A zona protegida engloba mais de 105.000 ha.

## Geologia
As cordilheiras dos Bosques de Viena são a transição entre os Alpes Orientais e os Cárpatos, separados pelo rio Danúbio e algumas linhas tectónicas perto de Viena. A parte norte pertence à zona de arenito dos Alpes, enquanto que a parte sul é dos Alpes Bávaros. A leste, a fronteira é a linha termal, que forma uma linha de rutura geológica com a bacia de Viena. O bosque no norte é formado sobretudo por faias, carvalhos e carpinos, enquanto que no sul se dão coníferas, principalmente pinheiros e abetos. O parque natural dos Föhrenberge (Montes dos Pinheiros) fica encontra nesta última región.

## História
Os Bosques de Viena estão povoados provavelmente desde o século VIII. À influência dos ávaros, um povo eslavo assentado aqui depois do Völkerwanderung, se podem dever nomes de localidades como Döbling, Liesing ou Gablitz. Os Bosques de Viena eram uma reserva real de caça, mas em princípios do século XVI, ganharam importância também pela silvicultura. A partir de 1840, o desenvolvimento industrial animou o assentamento na região. Em 1870, houve planos para arrasar a maior parte do bosque, mas isto causou grande resistência do público, tendo Josef Schöffel sido uma das mais importantes figuras.
Em 1987, os governadores dos estados de Viena, Baixa Áustria e Burgenland assinaram a Declaração dos Bosques de Viena para proteger a natureza na região.